# Krakova hoľa

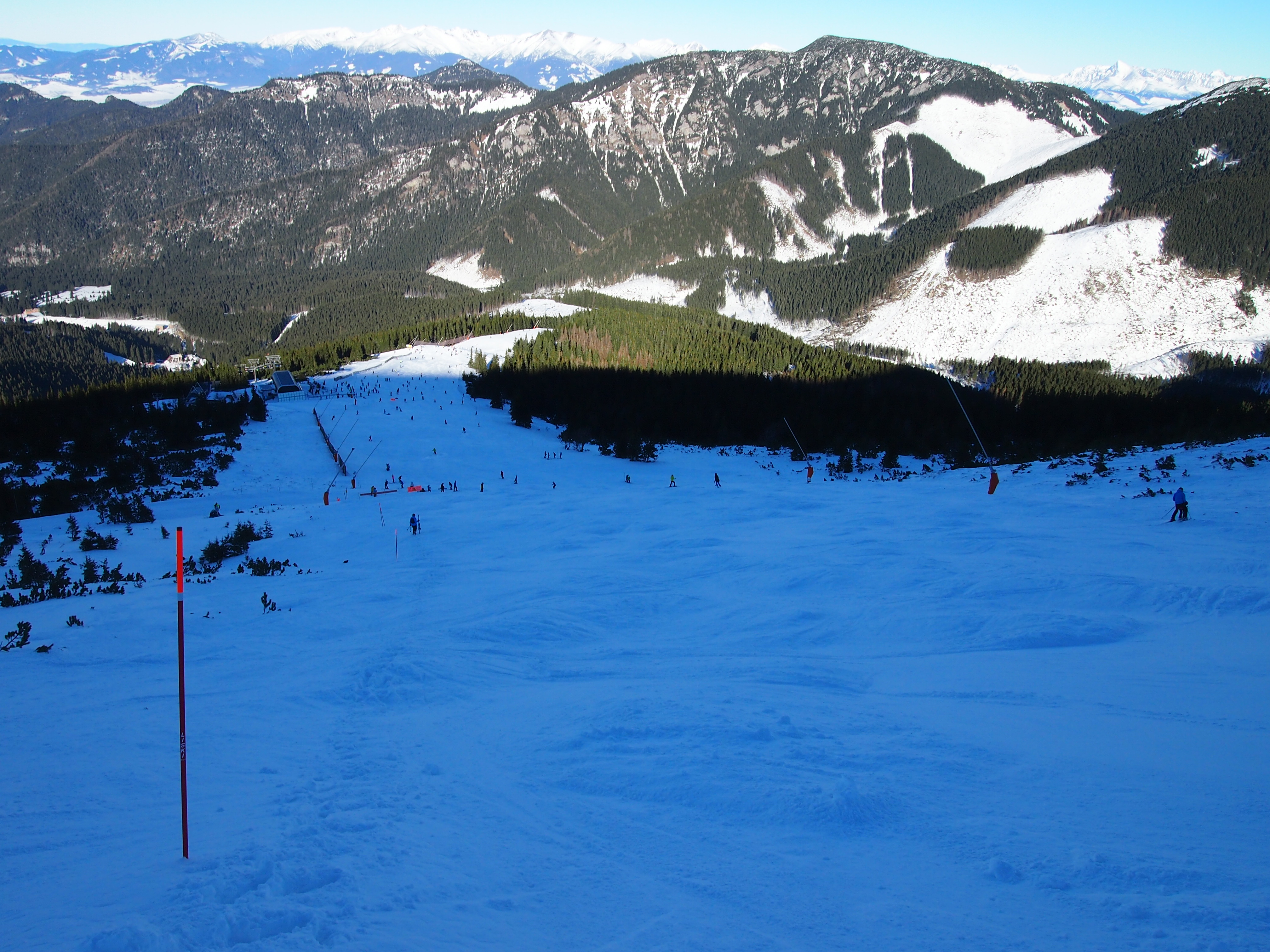
Krakowa Hala w zimie 2017. Widok z trasy narciarskiej nr 11 na stokach Chopoka

Krakova hoľa (pol. Krakowa Hala; 1752 m n.p.m.) – szczyt w zachodniej (tzw. dziumbierskiej) części Niżnych Tatr na Słowacji.

## Położenie
Leży w bocznym grzbiecie Niżnych Tatr, odgałęziającym się w kierunku północnym od grzbietu głównego w szczycie Krupowej Hali, tuż na zachód od najwyższego szczytu tych gór – Dziumbiera. Masyw Krakowej Hali leży 5,3 km na północ od tego ostatniego, oddzielony od głównego grzbietu dość głęboką przełęczą Javorie (słow. sedlo Javorie, 1487 m). Zajmuje powierzchnię ok. 18 km² pomiędzy dolinami Jańską na wschodzie i Demianowską na zachodzie. Szczyt Krakowej Hali jest zwornikiem, w którym wspomniany boczny grzbiet rozdziela się na dwa ramiona idące dalej na północ i rozdzielone Doliną Iljanowską: północno-zachodnie ze szczytami Magura (1377 m) i Demänovská hora (1304 m) oraz północno-wschodnie ze szczytem Południca (1549 m). Na zachód, do Doliny Demianowskiej opada z Krakowej Hali jeszcze jeden, krótki grzbiet oddzielający dwie dolinki: Krčahovo i Machnaté.

## Geologia, morfologia
Masyw Krakowej Hali, jak i całego tzw. krasu demianowskiego o powierzchni ok. 14 km², budują skały węglanowe. Dominują wśród nich ciemne wapienie środkowego triasu z wkładkami wapieni krynoidowych oraz dolomity, odpowiadające za interesujące formy skalne, zaliczane do płaszczowiny kriżniańskiej. Mniejszy udział mają górnotriasowe łupki kajperskie, wapienie jurajskie i margle. Na warstwach płaszczowiny kriżniańskiej lokalnie występują wapienie i dolomity płaszczowiny choczańskiej.

## Zjawiska krasowe
W masywie Krakowej Hali występują liczne formy krasowe. Obok mniej okazałych form krasu powierzchniowego wyróżnia się tu kras podziemny, zwłaszcza jaskinie. Jaskyňa v Záskočí z głębokością –263 m była w latach 70. XX w. najgłębszą jaskinią Słowacji. Według danych z 2010 r. zespół dwóch połączonych jaskiń: jaskini V Záskočí i jaskini Na Predných (pod nową, wspólną nazwą Záskočská jaskyňa), o długości korytarzy 5034 m i rozpiętości wysokościowej 284 m był siódmą co do deniwelacji jaskinią w tym kraju. Z kolei po połączeniu jaskiń Starý hrad i Večná robota, odkrytych w latach 60. XX w. we wschodniej części masywu, powstał podziemny system o głębokości –495 m, dziś najgłębszy w całej Słowacji, a z długością korytarzy 7554 m zajmujący 8. miejsce na liście najdłuższych jaskiń w tym kraju. Nazwano go Systemem Jaskiń Hipmana.

## Przyroda i jej ochrona
Cały masyw Krakowej Hali leży na terenie Parku Narodowego Niżne Tatry. Południowo-wschodnia część masywu Krakowej Hali objęta jest dodatkowo rezerwatem przyrody Dziumbier, natomiast część północno-wschodnia – rezerwatem Jánska dolina.

## Turystyka
W masywie Krakowej Hali wytyczono szereg znakowanych szlaków turystycznych, udostępniających również jej wierzchołek. Żadna z jaskiń masywu nie jest udostępniona do zwiedzania turystycznego.